# Major (nàutica)

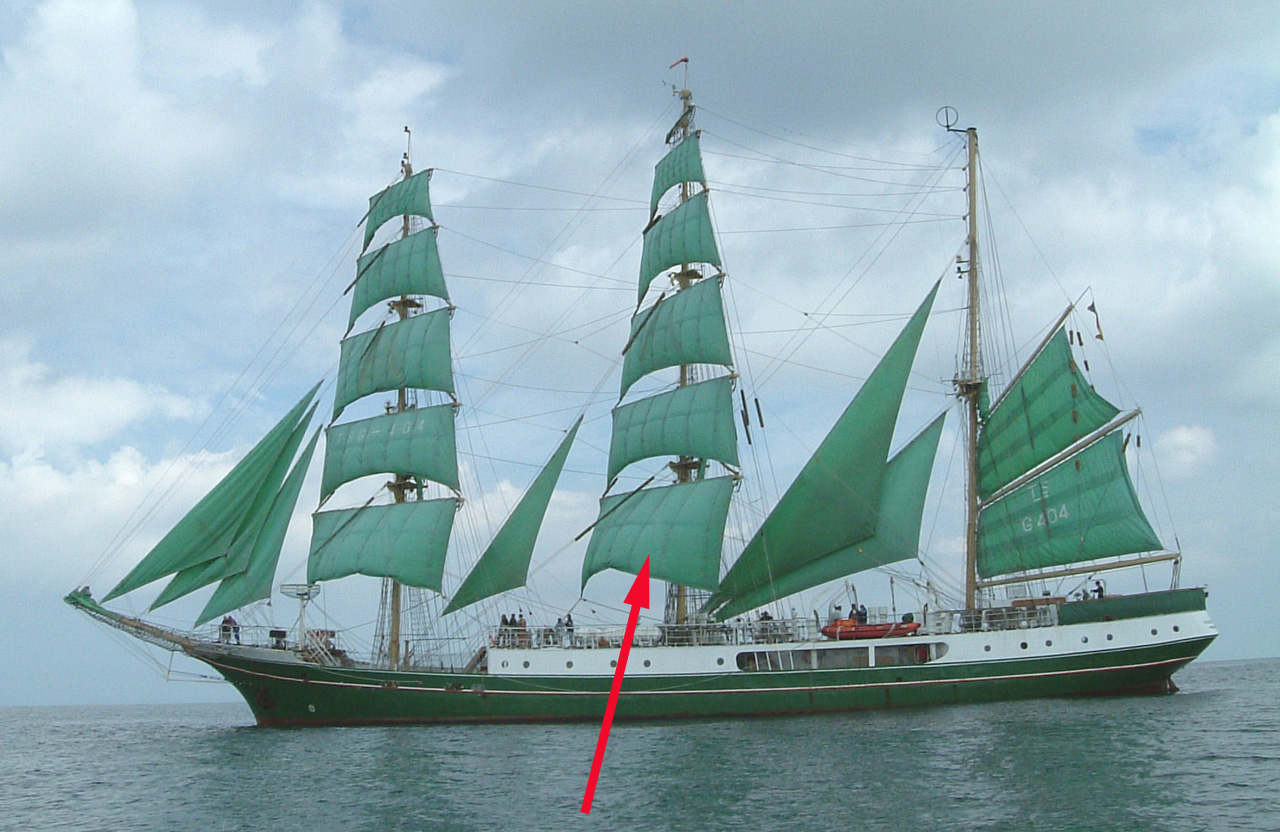
La fletxa indica la vela major

El major o mestre, en nàutica és el pal més gran d'un veler, en els vaixells de més d'un pal. Pot anar a proa (quetx), a popa (goleta) o al mig (xabec). Per extensió, també s'anomena major la verga més baixa del pal major i la vela envergada en el pal major.

## Vela major
La vela major és la més important que s'hissa en els navilis d'un sol pal. D'haver-hi més d'un, les veles segueixen en general els noms dels pals o mastelers, vergues o estais en els quals s'enverguen. Així seria la vela sostinguda pel pal i verga majors. En els navilis de veles quadrades, és la major del pal i ocupa la posició inferior, per sota de la gavia baixa. En cas d'haver-hi més d'un pal major, s'especificarien pel nom del pal: major de proa, centre o popa.